# Космос-775
Космос-775 је један од преко 2400 совјетских вјештачких сателита лансираних у оквиру програма Космос.
Космос-775 је лансиран са космодрома Тјуратам, Бајконур, СССР, 8. октобра 1975. Ракета-носач Протон је поставила сателит у орбиту око планете Земље. 